# Joan Crawford
Joan Crawford (San Antonio, Texas, 1904. március 23. – New York, 1977. május 10.) Oscar-díjas amerikai színésznő.

## Életpályája
Egészen kislány korától táncosnő szeretett volna lenni. Pincérnőként kereste kenyerét, majd táncolni tanult. Szólótáncosnő lett Chicagóban, Detroitban, New Yorkban. 1925-ben a Metro-Goldwyn-Mayer vállalat szerződtette. Az 1930-as években az egyik legkeresettebb színésznő lett. Az 1950-es években ismert üzletasszony lett, a Pepsi Cola cégének vezetője lett. 1960-ban csillagot kapott a Hollywood Walk of Fame-en. 1968-ban Joan Crawford filmjei címmel könyvet jelentetett meg.

### Munkássága
A hangos korszak első évtizedének egyik legismertebb csillaga volt. A legkülönbözőbb műfajokban sikerrel szereplő, sokoldalú, érdekes arcú, fanyar egyéniség volt. Elsősorban vígjátékokban, táncos, énekes filmekben hívta fel magára a figyelmet. Később fokozatosan áttért a drámai műfajra. Többek között Clark Gable partnere volt. 1932-ben a Grand Hotel című filmben Greta Garbo és John Barrymore partnere volt. Emlékezetes szerepe A szerető két arca (1941) hősnője. 1942-ben az Reunion in France című filmben John Waynenel játszott együtt. 1945-ben a Kertész Mihály rendezte Mildred Pierce című filmmel elnyerte a legjobb színésznőnek járó Oscar-díjat. 1947-ben a Possessed című filmben nyújtott alakításáért Oscar-díjra jelölték. 1952-ben harmadik alkalommal jelölték a díjra, amely a Hirtelen félelem volt. 1962-ben a Mi történt Baby Jane-nel? című filmje volt az utolsó nagy szerepe.

## Magánélete
1929–1933 között Douglas Elton Fairbanks (1909–2000) amerikai színész volt a férje. 1935–1939 között Franchot Tone (1905–1968) amerikai színész volt a párja. 1942–1946 között Phillip Terry (1909–1993) amerikai színésszel élt házasságban. 1956–1959 között Alfred Steele (1901–1959) volt a házastársa.

## Filmográfia

### Film
| Év   | Cím                           | Szerep                       | Rendező            |
| ---- | ----------------------------- | ---------------------------- | ------------------ |
| 1925 | Lady of the Night             | Molly, Norma Shearer dublőre | Monta Bell         |
| 1925 | Proud Flesh                   | bulivendég                   | King Vidor         |
| 1925 | A Slave of Fashion‡           | mannequin                    | Hobart Henley      |
| 1925 | The Merry Widow               | báltáncos                    | Erich von Stroheim |
| 1925 | Pretty Ladies                 | Bobby, a showgirl            | Monta Bell         |
| 1925 | The Circle                    | Catherine, a fiatal hölgy    | Frank Borzage      |
| 1925 | Ben-Hur: A Tale of the Christ | lovaskocsi verseny nézője    | Fred Niblo         |
| 1925 | Old Clothes                   | Mary Riley                   | Edward F. Cline    |
| 1925 | Time, the Comedian            | művészeti tanuló             | Robert Z. Leonard  |
| 1925 | Sally, Irene and Mary         | Irene                        | Edmund Goulding    |
| 1926 | Tramp, Tramp, Tramp           | Betty Burton                 | Harry Edwards      |
| 1926 | The Boob                      | Jane                         | William A. Wellman |
| 1926 | Paris                         | a lány                       | Edmund Goulding    |
| 1926 | Bardelys the Magnificent      | udvari pletykafészek         | King Vidor         |
| 1927 | Winners of the Wilderness     | René Contrecoeur             | W. S. Van Dyke     |
| 1927 | The Taxi Dancer               | Joslyn Poe                   | Harry F. Millarde  |
| 1927 | The Understanding Heart       | Monica Dale                  | Jack Conway        |
| 1927 | The Unknown                   | Nanon                        | Tod Browning       |
| 1927 | Twelve Miles Out              | Jane                         | Jack Conway        |
| 1927 | Spring Fever                  | Allie Monte                  | Edward Sedgwick    |
| 1927 | West Point                    | Betty Channing               | Edward Sedgwick    |
| 1928 | The Law of the Range          | Betty Dallas                 | William Nigh       |
| 1928 | Rose-Marie‡                   | Rose-Marie                   | Lucien Hubbard     |
| 1928 | Across to Singapore           | Priscilla Crowninshield      | William Nigh       |
| 1928 | Four Walls‡                   | Frieda                       | William Nigh       |
| 1928 | Our Dancing Daughters         | Diana Medford                | Harry Beaumont     |
| 1928 | Dream of Love‡                | Adrienne Lecouvreur          | Fred Niblo         |
| 1929 | The Duke Steps Out‡           | Susie                        | James Cruze        |
| 1929 | Our Modern Maidens            | Billie Brown                 | Jack Conway        |

‡ elveszett filmek
| Év   | Cím                                                          | Szerep                  | Rendező                         | Magyar hangja                                                    |
| ---- | ------------------------------------------------------------ | ----------------------- | ------------------------------- | ---------------------------------------------------------------- |
| 1929 | The Hollywood Revue of 1929                                  | önmaga                  | Charles Reisner                 |                                                                  |
| 1929 | Untamed                                                      | Bingo Dowling           | Jack Conway                     |                                                                  |
| 1930 | Montana Moon                                                 | Joan "Montana" Prescott | Malcolm St. Clair               |                                                                  |
| 1930 | Our Blushing Brides                                          | Gerry Marsh             | Harry Beaumont                  |                                                                  |
| 1930 | Paid                                                         | Mary Turner             | Sam Wood                        |                                                                  |
| 1930 | Great Day                                                    | útszéli előadóművész    | Harry Beaumont Harry A. Pollard |                                                                  |
| 1931 | Dance, Fools, Dance                                          | Bonnie                  | Harry Beaumont                  |                                                                  |
| 1931 | Laughing Sinners                                             | Ivy Stevens             | Harry Beaumont                  |                                                                  |
| 1931 | This Modern Age                                              | Valentine Winters       | Nick Grinde                     |                                                                  |
| 1931 | Possessed                                                    | Marian Martin           | Clarence Brown                  |                                                                  |
| 1932 | Grand Hotel (Grand Hotel)                                    | Flaemmchen, a gépírónő  | Edmund Goulding                 | Orosz Helga                                                      |
| 1932 | Letty Lynton                                                 | Letty Lynton            | Clarence Brown                  |                                                                  |
| 1932 | Rain                                                         | Sadie Thompson          | Lewis Milestone                 |                                                                  |
| 1933 | Today We Live                                                | Diana                   | Howard Hawks                    |                                                                  |
| 1933 | Dancing Lady                                                 | Janie Barlow            | Robert Z. Leonard               |                                                                  |
| 1934 | Sadie McKee                                                  | Sadie                   | Clarence Brown                  |                                                                  |
| 1934 | Chained                                                      | Diane Lovering          | Clarence Brown                  |                                                                  |
| 1934 | Forsaking All Others                                         | Mary Clay               | W. S. Van Dyke                  |                                                                  |
| 1935 | No More Ladies                                               | Marcia                  | Edward H. Griffith              |                                                                  |
| 1935 | I Live My Life                                               | Kay                     | W. S. Van Dyke                  |                                                                  |
| 1936 | The Gorgeous Hussy                                           | Peggy Eaton             | Clarence Brown                  |                                                                  |
| 1936 | Love on the Run                                              | Sally Parker            | W. S. Van Dyke                  |                                                                  |
| 1937 | The Last of Mrs. Cheyney                                     | Fay Cheyney             | Richard Boleslawski             |                                                                  |
| 1937 | The Bride Wore Red                                           | Anni                    | Dorothy Arzner                  |                                                                  |
| 1937 | Mannequin                                                    | Jessie Cassidy          | Frank Borzage                   |                                                                  |
| 1938 | A kísértés órája (The Shining Hour)                          | Olivia Riley            | Frank Borzage                   |                                                                  |
| 1939 | The Ice Follies of 1939                                      | Mary McKay              | Reinhold Schünzel               |                                                                  |
| 1939 | The Women                                                    | Crystal Allen           | George Cukor                    |                                                                  |
| 1940 | Strange Cargo                                                | Julie                   | Frank Borzage                   |                                                                  |
| 1940 | Susan and God                                                | Susan Trexel            | George Cukor                    |                                                                  |
| 1941 | A szerető két arca (A Woman's Face)                          | Anna Holm               | George Cukor                    | Békés Rita                                                       |
| 1941 | When Ladies Meet                                             | Mary Howard             | Robert Z. Leonard               |                                                                  |
| 1942 | They All Kissed the Bride                                    | Margaret J. Drew        | Alexander Hall                  |                                                                  |
| 1942 | Reunion in France                                            | Michele de la Becque    | Jules Dassin                    |                                                                  |
| 1943 | Above Suspicion                                              | Frances Myles           | Richard Thorpe                  |                                                                  |
| 1944 | Hollywood Canteen                                            | önmaga                  | Delmer Daves                    |                                                                  |
| 1945 | Mildred Pierce (Mildred Pierce)                              | Mildred Pierce          | Kertész Mihály                  | 1. magyar változat: Andresz Kati 2. magyar változat: Kovács Nóra |
| 1946 | Humoresque                                                   | Helen Wright            | Jean Negulesco                  |                                                                  |
| 1947 | Possessed                                                    | Louise Howell           | Curtis Bernhardt                |                                                                  |
| 1947 | Daisy Kenyon                                                 | Daisy Kenyon Lapham     | Otto Preminger                  |                                                                  |
| 1949 | Flamingo Road                                                | Lane Bellamy            | Kertész Mihály                  |                                                                  |
| 1949 | It's a Great Feeling                                         | önmaga                  | David Butler                    |                                                                  |
| 1950 | The Damned Don't Cry                                         | Ethel Whitehead         | Vincent Sherman                 |                                                                  |
| 1950 | Harriet Craig                                                | Harriet Craig           | Vincent Sherman                 |                                                                  |
| 1951 | Goodbye, My Fancy                                            | Agatha Reed             | Vincent Sherman                 |                                                                  |
| 1952 | This Woman Is Dangerous                                      | Beth Austin             | Felix E. Feist                  |                                                                  |
| 1952 | Hirtelen félelem (Sudden Fear)                               | Myra Hudson Blaine      | David Miller                    |                                                                  |
| 1953 | Torch Song                                                   | Jenny Stewart           | Charles Walters                 |                                                                  |
| 1954 | Johnny Guitar (Johnny Guitar)                                | Vienna                  | Nicholas Ray                    | Kéri Kitty                                                       |
| 1955 | Female on the Beach                                          | Lynn Markham            | Joseph Pevney                   |                                                                  |
| 1955 | Queen Bee                                                    | Eva Phillips            | Ranald MacDougall               |                                                                  |
| 1956 | Autumn Leaves                                                | Milly Wetherby          | Robert Aldrich                  |                                                                  |
| 1957 | The Story of Esther Costello                                 | Margaret Landi          | David Miller                    |                                                                  |
| 1959 | The Best of Everything                                       | Amanda Farrow           | Jean Negulesco                  |                                                                  |
| 1962 | Mi történt Baby Jane-nel? (What Ever Happened to Baby Jane?) | Blanche Hudson          | Robert Aldrich                  | Sütő Irén                                                        |
| 1963 | The Caretakers                                               | Lucretia Terry          | Hall Bartlett                   |                                                                  |
| 1964 | Strait-Jacket                                                | Lucy Harbin             | William Castle                  |                                                                  |
| 1965 | I Saw What You Did                                           | Amy Nelson              | William Castle                  |                                                                  |
| 1965 | Della                                                        | Della                   | Robert Gist                     |                                                                  |
| 1966 | The Oscar                                                    | önmaga                  | Russell Rouse                   |                                                                  |
| 1967 | The Karate Killers                                           | Amanda True             | Barry Shear                     |                                                                  |
| 1967 | Berserk                                                      | Monica Rivers           | Jim O'Connolly                  |                                                                  |
| 1968 | Journey to Midnight                                          | hostess                 | Roy Ward Baker Alan Gibson      | törölt jelenet                                                   |
| 1970 | Trog                                                         | Dr. Brockton            | Freddie Francis                 |                                                                  |

### Televízió
| Év   | Cím                                      | Szerep                  | Megjegyzés     |
| ---- | ---------------------------------------- | ----------------------- | -------------- |
| 1953 | The Revlon Mirror Theater                | Margaret Hughes         | 1 epizód       |
| 1954 | General Electric Theater                 | Mary Andrews            | 1 epizód       |
| 1958 | General Electric Theater                 | Ruth Marshall           | 1 epizód       |
| 1959 | The Joan Crawford Show: Woman on the Run | Susan Conrad            | tévéfilm       |
| 1959 | General Electric Theater                 | Ann Howard              | 1 epizód       |
| 1959 | Zane Grey Theatre                        | Stella Faring           | 1 epizód       |
| 1959 | The Joseph Cotten Show: On Trial         | Ruth Marshall           | 1 epizód       |
| 1961 | Zane Grey Theatre                        | Sarah és Melanie Hobbes | 1 epizód       |
| 1961 | The Foxes                                | Millicent Fox           | tévéfilm       |
| 1963 | Route 66                                 | Morgan Matheson Harper  | 1 epizód       |
| 1967 | The Man from U.N.C.L.E.                  | Amanda True             | 1 epizód       |
| 1968 | The Lucy Show                            | önmaga                  | 1 epizód       |
| 1968 | The Secret Storm                         | Joan Borman Kane        | 5 epizód       |
| 1969 | Garbo                                    | házigazda/narrátor      | dokumentumfilm |
| 1969 | Night Gallery                            | Claudia Menlo           | tévéfilm       |
| 1970 | The Virginian                            | Stephanie White         | 1 epizód       |
| 1970 | The Tim Conway Comedy Hour               | önmaga                  | 1 epizód       |
| 1972 | The Sixth Sense                          | Joan Fairchild          | 1 epizód       |

### Színpadi alakítások
A Broadway adatbázisa szerint:
- 1924: Innocent Eyes
- 1924: The Passing Show of 1924

## Díjai
- Arany Alma-díj (1945-1946)
- Oscar-díj a legjobb női főszereplőnek (1946), Mildred Pierce (1945)
- Golden Laurel-díj (1953-1954)
- Cecil B. DeMille-életműdíj (1970)